# 日本野生動物医学会
日本野生動物医学会（にほんやせいどうぶついがっかい、英: Japanese Society of Zoo and Wildlife Medicine）は、野生動物や動物園で飼育される動物に関する獣医学の発展を目的とした学会である。1995年に設立。会員数は約700名。本学会事務局所在地は、北海道札幌市北区（北海道大学）。

## 活動
哺乳類、鳥類、爬虫類、両生類、魚類などの野生動物（飼育動物を含む）を対象とする。会誌の発行、大会・シンポジウムなどの開催を行っており、他にも教育への提言、動物福祉に関する指針や再導入についてのガイドラインの作成、国際交流といった多岐にわたる活動を実施している。日本哺乳類学会、野生生物保護学会、日本獣医学会、日本獣医師会、ヒトと動物の関係学会などとも連携している。

## 大会
年一回、国内で大会を開催している。
- 2013年8月29日 - 9月1日：京都大学
- 2012年8月23日 - 26日：北里大学
- 2011年9月29日 - 10月2日：東京農工大学
- 2010年9月1日 - 4日：九州大学
- 2009年9月3日 - 6日：富山大学

## 出版物
会誌
- 『日本野生動物医学会誌（Japanese Journal of Zoo and Wildlife Medicine）』
和文・英文誌。